# 水上区 (福州市)
水上区（1950年7月—1956年5月）是中华人民共和国福建省福州市历史上的一个市辖区。
1950年7月，析台江区的江南乡和小桥区的江北乡置水上区。1956年5月，撤销水上区，并入仓山区。